# Півень (зодіак)

Рік півня

Півень (鸡) — десятий з 12-річного циклу тварин, ознакою земних гілок характер 酉, які з'являються в китайському зодіаці пов'язаний з китайським календарем. Він характеризується як інь, асоціюється з елементом «металу», уособлює проникливість, організованість, консерватизм, педантичність, впевненість у собі, але, з іншого боку, марнославство та егоїзм.
Час доби під управлінням Півня: 17.00-19.00.
Відповідний знак Зодіаку: Діва

## Роки та п'ять елементів
Люди, що народилися в ці діапазони цих дат належать до категорії народилися в «рік півня»:
- 22 січня 1909 - 9 лютого 1910, рік Земляного Півня.
- 8 лютого 1921 - 27 січня 1922, рік Металевого Півня.
- 26 січня 1933 - 13 лютого 1934, рік Водяного Півня.
- 13 лютого 1945 - 1 лютого 1946, рік Дерев'яного Півня.
- 31 січня 1957 - 17 лютого 1958 рік Вогняного Півня.
- 17 лютого 1969 - 5 лютого 1970, рік Земляного Півня.
- 5 лютого 1981 - 24 січня 1982, рік Металевого Півня.
- 23 січня 1993 - 9 лютого 1994, рік Водяного Півня.
- 9 лютого 2005 - 28 січня 2006, рік Дерев'яного Півня.
- 28 січня 2017 - 15 лютого 2018, рік Вогняного Півня.
- 13 лютого 2029 - 2 лютого 2030, рік Земляного Півня.